# Christopher Gore (scénariste)
Cet article concerne le scénariste. Pour l'homme politique, voir Christopher Gore.
Pour les articles homonymes, voir Gore.
Christopher Gore, né le 10 août 1944 et mort le 18 mai 1988, est un scénariste de cinéma et de télévision américain, qui a écrit le célèbre film musical Fame réalisé par Alan Parker en 1980, et créé la série éponyme tirée du film, Fame (1982-1987).

## Filmographie

### Scénariste

#### Cinéma
- 1980 : Fame (scénario original).
- 2009 : Fame (scénario du film original).

#### Télévision
- 1982 : Fame (1982-1987) (créateur, scénariste du pilote, consultant au scénario de la première saison).